# Cinnyris osea
La nettarinia della Palestina (Cinnyris osea Bonaparte, 1856) è un piccolo uccello passeriforme della famiglia Nectariniidae che si trova in alcune parti del Medio Oriente e dell'Africa sub-sahariana. 
Nel 2015, è stato dichiarato l'uccello nazionale dello stato della Palestina.

## Descrizione
La nettarinia della Palestina è lunga da 8 a 12 cm con un'apertura alare da 14 a 16 cm. I maschi hanno un peso medio di 7,6 g mentre le femmine pesano circa 6,8 g. Il becco è abbastanza lungo, nero e curvo verso il basso. Il piumaggio dei maschi riproduttori è per lo più scuro ma alla luce appare blu lucido o verde. Ci sono ciuffi arancioni ai lati del petto che sono difficili da vedere se non a distanza ravvicinata. Le femmine e i giovani sono di colore grigio-marrone sul dorso con le parti inferiori più chiare. I maschi non riproduttori sono simili ma possono conservare alcune piume scure.

## Biologia

### Alimentazione
La dieta consiste principalmente di insetti e nettare. La lingua è lunga e a punta per estrarre il nettare dai fiori.

## Riproduzione
Il nido è a forma di sacchetto pendente dal ramo in un albero o di un cespuglio. È lungo 18 cm e largo 8 cm circa alla base. È fatto di foglie, erba e altro materiale vegetale che è legato insieme a peli e ragnatele e foderato con lana e piume. Vengono deposte da una a tre uova lisce e lucide. Queste possono essere di colore variabile, spesso bianco o grigio con lievi segni all'estremità più ampia. Sono incubate per 13-14 giorni. I giovani sono lanuginosi con la bocca rosso-arancio.

## Distribuzione e habitat
Si trova in aree con alte temperature e clima secco dal livello del mare fino a un'altitudine di 3200 m. Abita boschi secchi, macchia, wadi, savane, frutteti, giardini e talvolta aree cittadine.
La sottospecie mediorientale C. o. osea si riproduce dai territori palestinesi alla Giordania nel nord, attraverso l'Arabia Saudita occidentale fino allo Yemen e all'Oman nel sud. Negli ultimi decenni ha colonizzato la penisola del Sinai in Egitto. Alcuni esemplari raggiungono il Libano e la Siria in inverno e si riproducono in Libano. La sottospecie africana C. o. decorsei si trova localmente in alcune parti del Sudan, nel nord-ovest dell'Uganda, la Repubblica centrafricana, la Repubblica democratica nord-orientale del Congo e il Camerun settentrionale.